# Aluminiumfolie

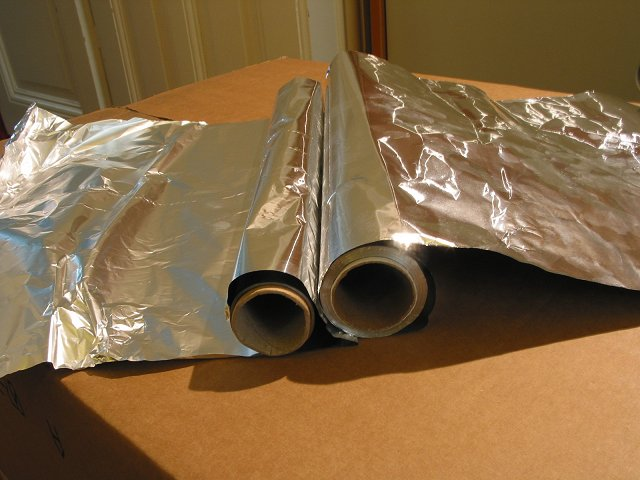
Twee rollen aluminiumfolie

Aluminiumfolie is een folie van aluminium van meestal 6 tot 20 micrometer dik. Het wordt geproduceerd door herhaald walsen. Walsen van een enkele laag aluminiumfolie is moeilijk vanwege de grote kans op scheuren tijdens het walsen. Dit probleem doet zich niet voor bij walsen van een dubbele laag. Daarom wordt de folie gefabriceerd door twee lagen op elkaar te walsen, die daarna weer van elkaar gescheiden worden. Hierdoor heeft de folie een glanzende en een matte zijde; de glanzende kant was in contact met de wals, de matte kant met folie.

## Eigenschappen
Aluminiumfolie is goed bestand tegen warmte en koude en kan voedsel afschermen van licht, lucht, vocht en andere externe invloeden (bacteriën). Bovendien voorkomt folie dat voedsel uitdroogt. Het metaal is in tegenstelling tot bijvoorbeeld lood niet giftig. Aluminiumfolie heeft daarnaast de eigenschap dat hij na het vouwen blijft staan (de zogenaamde 'deadfold'), wat voordelen biedt bij het verpakken.

## Toepassing
Aluminiumfolie wordt vooral gebruikt om voedsel te verpakken.
Ook wordt het gebruikt in de oven of bij de barbecue om lekkend vet op te vangen. Op de barbecue wordt het ook gebruikt om een aardappel in te pakken en op deze manier te laten garen, meestal met kruidenboter er in.
Gebruikers van heroïne of cocaïne gebruiken aluminiumfolie om brokjes drugs te verwarmen en met een rietje of ander buisje de vrijgekomen dampen in te ademen. Dit gebruik van aluminiumfolie noemt men chinezen.

## Reactie aluminiumfolie met voedsel
Aluminium is een metaal dat net als ijzer kan "roesten". Bij aluminium sluit dit laagje aluminiumoxide echter het metaal af en voorkomt verder roesten. Dit laagje en aluminium zelf reageren echter wel met zoute en zure oplossingen. Het wordt daarom afgeraden om aluminiumfolie direct in contact te brengen met zure of erg zoute gerechten. Hoewel aluminium niet schadelijk is voor het lichaam kunnen de folie en het voedsel verkleuren. 

## Milieu
Er is veel energie nodig voor de productie van het aluminium waaruit de folie gemaakt wordt. Aluminiumfolie kan niet worden gerecycled. Het is te dun om te smelten, het verbrandt volledig; er blijven ook geen resten over die nog uit de as gehaald kunnen worden. Recyclen is daardoor onmogelijk. Daarnaast bestaat er aluminiumfolie met een antiaanbaklaag, deze bestaat uit teflon en is erg schadelijk voor het milieu.

## Afvalscheiding
Omdat aluminiumfolie niet gerecycled kan worden hoort het bij het restafval. Aluminium verpakkingen van bijvoorbeeld bakjes of schalen van (afhaal)maaltijden zijn veel dikker en deze kunnen wel gerecycled worden. Deze horen bij het pmd-afval (plastic verpakkingen, metalen verpakkingen en drankkartons).

## Fabeltje
Vanuit natuurkundig perspectief weerkaatst de glimmende kant meer straling (niet alleen licht maar ook warmte, infrarode straling). In artikelen over het gebruik van aluminiumfolie tijdens het bereiden of bewaren van voedsel wordt daarom aangeraden om bij verwarmen of warm houden van een gerecht de glimmende kant naar het gerecht toe te keren. Omgekeerd bij het koel houden of voorkomen dat (een gedeelte van) een gerecht verbrandt juist de matte zijde naar het product te plaatsen. Volgens de fabrikanten van aluminiumfolie is dit echter een fabeltje en maakt het in het geheel niet uit.  Wetenschappelijke gegevens hierover ontbreken. 